# Samuel Maharero

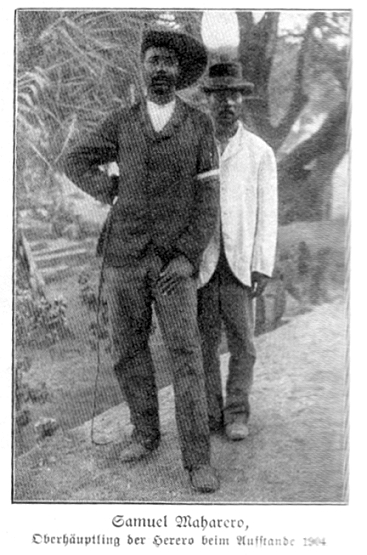
Samuel Maharero el 1904.

Samuel Maharero (1856 - + 14 de març de 1923) va ser un cap del poble herero a l'Àfrica Sud Occidental Alemanya (avui Namíbia) durant les seves revoltes i altres fets relacionats amb els esdeveniments que envolten el genocidi herero.

## Vida
Maharero era fill de Kamaharero (o Maharero), un important pastor i guerrer herero. Samuel va estudiar a l'escola luterana, on va ser vist com un bon aspirant a sacerdot. Quan el seu pare va morir en 1890, va obtenir el lideratge a l'àrea de Okahandja, encara que no va obtenir gran part de la riquesa i el bestiar del seu pare d'acord amb la costums dels herero. Al principi, va mantenir una bona relació amb el governador alemany Theodor Leutwein. No obstant això, van sorgir cada vegada més problemes, incloent atacs d'agricultors alemanys, dificultats econòmiques, plagues i l'ús de terres dels herero per a la construcció de ferrocarrils, la qual cosa va provocar la degradació d'aquesta relació.
Maharero va planejar en secret una revolta amb els altres caps, en contra del govern alemany. Els primers atacs van començar el 12 de gener de 1904, en els quals van sortir triomfants, la qual cosa va significar la mort de diverses famílies d'agricultors alemanys. Leutwein va ser substituït com a cap militar per Lothar von Trotha, qui va arribar amb 15.000 homes i va oferir un recompensa de 5.000 marcs per la captura de Maharero. Els guerrillers herero van ser vençuts en la batalla de Waterberg, l'11 d'agost de 1904 i la resta dels herero van ser expulsats al desert de Omaheke.
Maharero va aconseguir portar una part del seu poble al protectorat britànic de Betxuanalàndia (actual Botswana). Va romandre com a líder dels hereros exiliats, i es va convertir en un important vassall de Sekgathôlê, un Letsholathêbê que era un important cap del nord del protectorat de Betxuanalàndia.
Samuel Maharero va morir allí el 1923. El 23 d'agost de 1923, el seu cos va ser retornat a Okahandja i soterrat cerimoniosament. Avui se'l considera un gran heroi a Namíbia, i se'l commemora en el Dia dels Herero, el 26 d'agost.